# Fazisistadion
Het Fazisistadion is een voetbalstadion in de Georgische stad Poti. In het stadion speelt Kolcheti 1913 Poti haar thuiswedstrijden.